# Phoxacromion kaneharai
Phoxacromion kaneharai är en fiskart som beskrevs av Shibukawa, Suzuki och Hiroshi Senou 2010. Phoxacromion kaneharai ingår i släktet Phoxacromion och familjen smörbultsfiskar. Inga underarter finns listade i Catalogue of Life.